# 是枝裕和
是枝裕和（日语：／ Kore-eda Hirokazu ，1962年6月6日—），日本電影導演、編劇和電影製片人。是枝于1962年出生于東京都練馬區， 高中就讀于東京都立武藏高中。大学则毕业于早稻田大學第一文學部文藝系。 
在成为电影导演之前，在1987年是枝裕和首先是加入了电视人联合会，开始拍摄纪录片。1995年是枝裕和执导了他的首部电影《幻之光》，入選威尼斯主競賽單元，由此开启了剧情片创作之途。2018年凭借《小偷家族》首次摘得金棕櫚獎，同時也獲奧斯卡最佳外語片獎和金球獎最佳外語片獎提名，是枝裕和成为坎城影展自1955年首次設立金棕櫚獎以來，繼黑澤明、今村昌平後，第三位獲得該獎項的日本導演。
2020年是枝裕和應第57屆金馬獎之邀訪台，受訪時表示自己是灣生後代的身分，以及受到臺灣導演侯孝賢及楊德昌的影響，並且期待有一天能夠拍出屬於自己的《悲情城市》。

## 執導作品

### 電影長片
| 年份 | 片名                   | 職位 | 職位 | 職位 | 職位 | 備註                                    |
| 年份 | 片名                   | 導演 | 編劇 | 剪接 | 製片 | 備註                                    |
| ---- | ---------------------- | ---- | ---- | ---- | ---- | --------------------------------------- |
| 1995 | 《幻之光》             | 是   |      |      | 是   | （第52屆威尼斯影展正式競賽片）          |
| 1999 | 《下一站，天國！》     | 是   | 是   | 是   |      |                                         |
| 2001 | 《這麼…遠，那麼近》    | 是   | 是   | 是   |      | （第54屆坎城影展正式競賽片）            |
| 2004 | 《無人知曉的夏日清晨》 | 是   | 是   | 是   | 是   | （第57屆坎城影展正式競賽片）            |
| 2006 | 《花之武者》           | 是   | 是   | 是   |      |                                         |
| 2008 | 《橫山家之味》         | 是   | 是   | 是   |      |                                         |
| 2009 | 《空氣人形》           | 是   | 是   | 是   | 是   | （第62屆坎城影展一種注目單元）          |
| 2011 | 《奇蹟》               | 是   | 是   | 是   |      |                                         |
| 2013 | 《我的意外爸爸》       | 是   | 是   | 是   |      | （第66屆坎城影展正式競賽片）            |
| 2015 | 《海街日記》           | 是   | 是   | 是   |      | （第68屆坎城影展正式競賽片）            |
| 2016 | 《比海還深》           | 是   | 是   | 是   |      | （第69屆坎城影展一種注目單元）          |
| 2017 | 《第三次殺人》         | 是   | 是   | 是   |      | （第74屆威尼斯影展正式競賽片）          |
| 2018 | 《小偷家族》           | 是   | 是   | 是   |      | （第71屆坎城影展正式競賽片）            |
| 2019 | 《真實》               | 是   | 是   | 是   |      | （第76屆威尼斯影展正式競賽片） 法語電影 |
| 2022 | 《嬰兒轉運站》         | 是   | 是   | 是   |      | （第75屆坎城影展正式競賽片） 韓語電影   |
| 2023 | 《怪物》               | 是   |      | 是   |      | （第76屆坎城影展正式競賽片）            |

### 紀錄片
- 1991：《當福利消失時》(しかし… 福祉切り捨ての時代に；富士電視台紀錄片節目NONFIX（日语：NONFIX）)
- 1991：《另一種教育－伊那小學春天班的紀錄》(もう一つの教育〜伊那小学校春組の記録〜；富士電視台紀錄片節目NONFIX（日语：NONFIX）)
- 1991：《公害到哪去了？》(公害はどこへ行った…；富士電視台紀錄片節目NONFIX（日语：NONFIX）)
- 1992：《好想成為日本人...》(日本人になりたかった…；富士電視台紀錄片節目NONFIX（日语：NONFIX）)
- 1993：《侯孝賢與楊德昌》(映画が時代を写す時 侯孝賢とエドワード・ヤン；富士電視台紀錄片節目NONFIX（日语：NONFIX）)
- 1993：《心靈寫真－不同的宮澤賢治》(心象スケッチ それぞれの宮沢賢治；東京電視台)
- 1994：《沒有他的八月天》(彼のいない八月が；富士電視台紀錄片節目NONFIX（日语：NONFIX）)
- 1996：《當記憶失去了》(記憶が失われた時…〜ある家族の2年半の記録〜；NHK)
- 2003：《宛如走路的速度：我的日常、創作與世界》(歩くような速さで〜37,319人のオーディション；日本電視台)
- 2006：《憲法系列－第九條・放棄戰爭》(シリーズ憲法 〜第9条・戦争放棄「忘却」〜；富士電視台紀錄片節目NONFIX（日语：NONFIX）)
- 2008：《我小時候－谷川俊太郎篇》(私がこどもだった頃 谷川俊太郎篇；NHK)
- 2008：《應該是在那個時候－對電視而言「我」是什麼？》(あの時だったかもしれない 〜テレビにとって「私」とは何か〜；BS-TBS)
- 2008：《祝你平安：Cocco的無盡之旅》(大丈夫であるように -Cocco 終らない旅-)
- 2010：《都是荻本欽一的錯》(悪いのはみんな萩本欽一である；富士電視台)
- 2015：《今天的買賣》(きょうの、あきない；TBS)
- 2015：《碑文－永遠不會忘記你們》(いしぶみ〜忘れない。あなたたちのことを〜；廣島電視台)

### 電視劇集
- 2010：《鬼怪文豪怪談（日语：妖しき文豪怪談）》第4集「後日」(妖しき文豪怪談；NHK)
- 2012：《Going My Home》(ゴーイング マイ ホーム；富士電視台)
- 2020：《有村架純的休工期（日语：有村架純の撮休）》第1集、第3集(有村架純の撮休；WOWOW)
- 2022：《舞伎家的料理人》第1集(舞妓さんちのまかないさん；Netflix)
- 2025：《宛如阿修羅》(阿修羅のごとく；Netflix)

## 风格
作品多为家庭题材，以小见大，剖析社会与人性。以慈悲的视角描述普通人的喜怒哀乐与成长蜕变，对人物的境遇充满人文关怀与尊重理解。讲述故事的语言温馨细腻。

### 出典
1. 1 2 3 4  . 是枝裕和監督の公式サイトです.   [2019-01-10]. （原始内容存档于2020-07-06）.
2. ↑  . KINENOTE.   [2019-01-10]. （原始内容存档于2020-12-03）.
3. ↑  . シネマトゥデイ.   [2019-01-10]. （原始内容存档于2019-07-06）.
4. ↑  2011年8月20日的推文於Twitter.
5. ↑  是枝裕和. .  與鈴木あづさ的访谈. 2015-11-09  [2017-05-05].  YOMIURI ONLINE. （原始内容存档于2017-05-04）.
6. ↑  楊惠君、謝璇. . 《報導者》. 2020-11-25  [2020-11-25]. （原始内容存档于2021-11-07） （中文）.

### 文獻
- . PUBLIC-IMAGE.ORG. 2009-09-25  [2018-06-10]. （原始内容存档于2012-03-08）.

- . CINRA.NET. 2009-09-18  [2018-06-10]. （原始内容存档于2021-01-18）.

- . CINRA.NET. 2009-12-30  [2018-06-10]. （原始内容存档于2021-01-22）.

- . CINRA.NET. 2010-01-01  [2018-06-10]. （原始内容存档于2021-02-27）.

- . ほぼ日刊イトイ新聞. 2015-07-24  [2018-06-10]. （原始内容存档于2021-01-20）.

## 外部連接
- 官方网站（日語）（英文）
- 是枝裕和製作公司「分福」
- 是枝裕和的X（前Twitter）
- 日本電影數據庫（JMDb）上是枝裕和的資料（日語）
- 是枝裕和在互联网电影资料库（IMDb）上的資料（英文）
- 是枝裕和的新浪微博
- 是枝裕和在豆瓣上的资料（简体中文）